# Trikarbonyl cykloheptatrienmolybdenu
Trikarbonyl cykloheptatrienmolybdenu je organická sloučenina molybdenu, se vzorcem (C7H8)Mo(CO)3, červenooranžová pevná látka rozpustná v nepolárních organických rozpouštědlech. Nemá žádný praktický význam, jedná se však o ukázkový komplex cykloheptatrienu.

## Příprava a vlastnosti
Tato sloučenina se připravuje tepelnou reakcí trieny s hexakarbonylem molybdenu:
C7H8 + Mo(CO)6 → (C7H8)Mo(CO)3 + 3 CO
Komplex obsahuje Mo(CO)3 centrum navázané na šest uhlíků trienu. Methylenová skupina vyčnívá z roviny šesti koordinovaných atomů uhlíku.
Trikarbonyl cykloheptatrienmolybdenu reaguje s tritylovými solemi za tvorby cykloheptatrienylových komplexů:
(C7H8)Mo(CO)3 + (C6H5)3C+ → [(C7H7)Mo(CO)3]+ + (C6H5)3CH